# الفروع المهبلية للشريان الرحمي
تنشأ الفروع المهبلية للشريان الرحمي من شريان الرحم والذي يتفرع منه فروع لعنق الرحم وغيره من الشرايين التي تنزل على المهبل وتتحد مع الشرايين المهبلية لتكوين الشريان الفردي.